# Hjalmar Andersen
Hjalmar Andersen (n. 12 martie 1923, Rødøy, Nordland, Norvegia – d. 27 martie 2013, Oslo, Norvegia) a fost un patinator de viteză ce a reprezentat Norvegia, medaliat olimpic. A participat la 3 ediții ale Jocurilor Olimpice (1948, 1952, 1956) în care a câștigat 3 medalii de aur.